# Мюзик-холл
Мю́зик-холл (англ. Music Hall, дословно — «Музыкальный зал») — букв. разнообразие) — развлекательный музыкально-танцевальный и вокальный жанр, который был наиболее популярен между 1850 и 1960 годами. В конце XX — начале XXI столетия интерес к этому жанру эстрады вновь возродился, хотя и в менее широкой практике. При многих общих сходствах с варьете, мюзик-холл представляет собой отдельный жанр.
Термин может относиться к:
1. самой форме развлечения;
2. театру, в котором происходит действие;
3. видам популярной музыки, связанной с этим понятием.

## История
Мюзик-холлы явились результатом развития салунов и пабов в 1830-х годах.
Салон мюзик-холла изначально представлял собой помещение, где за плату за вход или за более высокие цены в баре проходили выступления с танцами, пением, комедиями и драмами. Одним из наиболее известных салунов был «Grecian Saloon», открытый в 1825 году на севере Лондона. Позже он стал известен как «Grecian Theatre», в возрасте 14 лет в 1884 году в нём дебютировала Мэри Ллойд.
Мюзик-холлы в современном понимании появились в 1850-х годах, и появлялись, как правило, на базе пабов. Они отличались от театров тем, что в них можно было, скажем, сидеть на столе и распивать алкоголь, а также курить табак во время просмотра шоу.
Первым мюзик-холлом принято считать лондонский «Кентербери», располагающийся по адресу Вестминстер-Бридж-роуд, 143, построенный Чарльзом Мортоном, позднее названного «Отцом залов». Он открылся 17 мая 1852 года: про эту дату говорят «наиболее знаменательная дата в истории всех мюзик-холлов». В 1852 году зал выглядел как многие другие пабы, но был расширен в 1854 до беспрецедентных размеров. Он был ещё сильнее отстроен в 1859 году, позже перестроен как театр, а в 1942-м здание уничтожила бомба.
Другим ранним мюзик-холлом был «Middlesex» (1851). Более известный как «Old Mo», он был построен на месте «Mogul Saloon». Позднее преобразованный в театр, он был снесён в 1965 году.

### «Война варьете» в 1907 году
С увеличением количества синдикатов, контролировавших мюзик-холлы, нарастало напряжение между их владельцами и работниками. 22 января 1907 после долгих споров, в «Holborn Empire» зародилась идея забастовки. Идея распространилась; забастовка длилась около двух недель и стала известна как «Война варьете». Большинство требований бастовавших в итоге было удовлетворено, в том числе — установка минимальной рабочей платы и максимальной рабочей недели работников.
Многие звёзды варьете, такие, как Мэри Ллойд, Артур Робертс, Джо Элвин и Гус Элен, поддерживали забастовку, несмотря на то, что сами зарабатывали достаточно, чтобы не быть в ней материально заинтересованными.

### В России
«Альказа́р» — первый российский мюзик-холл, который давал в Москве представления в 1910—1917 годах. Располагался на Садово-Триумфальной площади, в доме купца А. Гладышева, взятом в аренду и переоборудованном под театральный зал. Закрылся после событий революции 1917 года.

## В искусстве

### Живопись
- «Крошка Дот Хетерингтон в Старом Бедфорде» (1888—1889) — картина художника Уолтера Сикерта, изображающая мюзик-холл Старый Бедфорд

### Архитектура
- Théâtre des Variétés («Театр Варьете») — основан в 1807 году в Париже и размещается в здании, которое в 1975 году получило статус «памятника архитектуры»
- Leeds City Varieties — здание мюзик-холла, которое входит в Список памятников архитектуры Соединённого Королевства, в Лидсе, Западный Йоркшир, Англия; построено в 1865 году
- The Old Bedford Music Hall — здание Старый Бедфорд в Лондоне, где в XIX веке размещался мюзик-холл
- «Ю́рас пе́рле» (в переводе с латышского языка «Морская жемчужина») — специализированное здание, включающее бар и ресторан, построенное в 1965 году на берегу Рижского залива на территории города-курорта Юрмалы в Латвии по проекту рижского архитектора Иосифа Гольденберга, награждённого за эту работу Золотой медалью ВДНХ. «Юрас перле» стал первой сценической площадкой варьете высокого профессионального уровня в СССР и пользовался широкой известностью. После двух пожаров в 1990-е годы остов здания постепенно разрушился и более не восстанавливался.

### Кинематограф
- Varieté («Варьете») — немой камершпиле-фильм, поставленный в 1925 году режиссёром Э. А. Дюпоном по роману Феликса Холлендера «Клятва Штефана Гуллера»
- Variety Girl[англ.] («Девушка варьете») — американский музыкальный комедийный фильм 1947 года режиссёра Джорджа Маршалла
- «Только в мюзик-холле» — советский комедийный фильм-мюзикл1980 года режиссёра Николая Ковальского и композитора Виктора Лебедева.

### Драматургия
- «Мюзик-холл» — пьеса французского актера, режиссёра и драматурга Жана-Люка Лагарса на тему жизни и творчества актёров эстрады, написанная в 1988 году; в том же году состоялась премьера пьесы в Безансоне.

## Интересные факты
- В 1912—1913 годах в Одессе архитектором Ю. М. Дмитренко был построен ресторан «Варьете». После революции 1917 года помещение бывшего ресторана использовалось как сценическая площадка для различных театров
- Во французском городе Ницца находится Cinéma Variétés («Кинотеатр Варьете»)